# Internationaal Muziekfestival Beigang
Het Internationaal Muziekfestival Beigang werd in 2006 door de Beigang Philharmonic Association in het leven geroepen en is sindsdien elk jaar uitgebreid. Inmiddels is het tot het grootste muziekfestival in de provincie Yunlin in Taiwan uitgegroeid.
Tijdens het festival wordt in Beigang naast een concertserie ook een pedagogisch project in samenwerking met het Chia-Hu conservatorium aangeboden. Onderdeel daarvan is het repeteren met het Beigang Wind Orchestra.
Ook het interculturele programma dat door de uitgenodigde musici uit verschillende landen wordt samengesteld vormt een belangrijk onderdeel van het programma. Het festival wordt geleid door de pianist Heinz Chen.

## Beigang
De Stad Beigang is bekend door de Chaotian Tempel, de belangrijkste tempel van de godin Mazu. Omdat buiten de geestelijke feestdagen het culturele leven in de stad niet veel te bieden had, besloot de 'Beigang Philharmonic Association' een muziekfestival in het leven te roepen. Bovendien hoopten zij daarmee ook de muziekscene in Beigang nieuw leven in te blazen. In deze stad vinden dan ook niet alleen de meeste concerten plaats, ook het pedagogische project en de repetities met het 'Beigang Wind Orchestra' worden hier gehouden.

## Geschiedenis
De voorloper van het "Internationaal Muziekfestival Beigang" was het "Muziekfestival Beigang" dat in 2005 plaatsvond. Vanaf 2006 nam de pianist Heinz Chen de leiding van het festival op zich, met de opdracht het project op een internationaal niveau te brengen.

## Concept
De concerten vinden hoofdzakelijk in Beigang plaats. Daarnaast worden er ook enkele voorstellingen in Douliu en Sinying aangeboden. Bij deze concerten worden vooral werken uit de klassieke muziek gespeeld. Andere muziekstijlen komen aan bod tijdens de cultural interaction night of het club concert dat in een plaatselijke bar wordt gehouden. Als afsluiting van het twee weken durende festival wordt in een concert door het Beigang Wind Orchestra het resultaat van het pedagogische project gepresenteerd.

## Sponsoren
Tot de sponsoren van het Internationaal Muziekfestival Beigang behoren niet alleen de stad Beigang, de provincie Yunlin en het ministerie van cultuur in Taipei, maar ook de bekende instrumentenbouwers Jupiter Instruments en Kawaii. Bovendien leveren de Chaotian tempel en enkele plaatselijke bedrijven financiële bijdragen. In het jaar 2009 wordt het festival ook door de Sibelius Akademie in Helsinki (Finland) ondersteund.

## In de media
Verschillende plaatselijke kranten en tv-kanalen hebben het festival gevolgd en erover gepubliceerd. Bovendien verschijnt er elk jaar een artikel in het wekelijkse tijdschrift New Taiwan dat door heel Taiwan verspreid wordt.
Ook buitenlandse kranten hebben artikelen over het festival geschreven, waaronder de 'Lippische Landeszeitung' uit Duitsland.

## Musici
Musici die tot nu toe te gast waren op het festival:
- Lauri Bruins, klarinet
- Anita Farkas, dwarsfluit
- Paz Aparicio García, saxofoon
- Noémi Györi, dwarsfluit
- Wilfried Stefan Hanslmeier, trombone
- Phillip Hutter, trompet
- Christina Jacobs, saxofoon
- Anniina Karjalainen, trompet
- Sofia Kayaya, dwarsfluit
- Mizuho Kojima, trombone en eufonium
- Zoltán Köver, trompet
- Anna Krauja, sopraan
- Paavo Maijala, piano
- Lauri Sallinen, klarinet
- Juuso Wallin, hoorn